# Paphiopedilum glanduliferum
Paphiopedilum glanduliferum es una especie  de la familia de las orquídeas. 

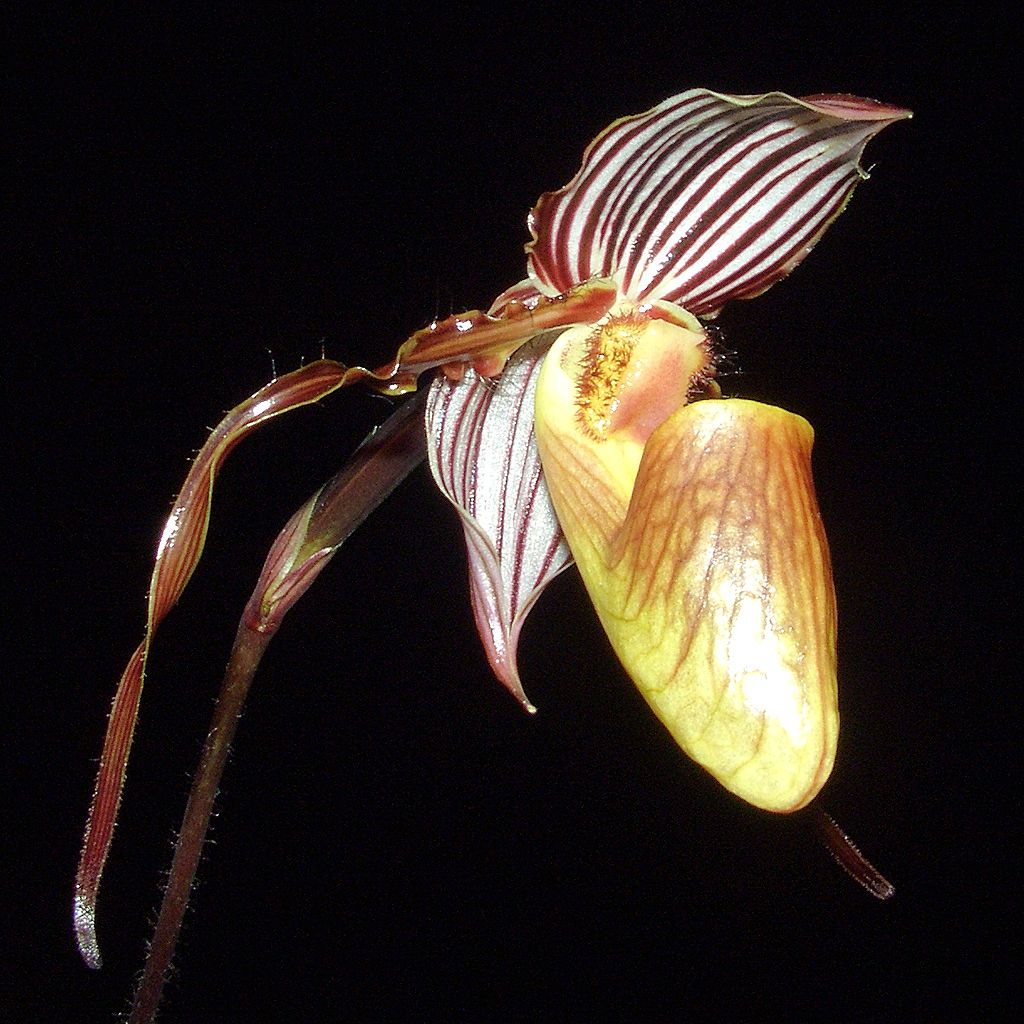
Detalle de la flor

## Descripción
Es una orquídea de tamaño mediano, que prefiere un clima cálido, con hábitos terrestres y raras veces epifitas  con 4 a 6 hojas, estrechamente linear-oblongas, algo carnosas, redondeadas y tridenticulada en el ápice, hojas de color verde claro y glabras,  Florece a finales de primavera y en verano, en una inflorescencia multifloral finamente pubescente, de 30 a 50 cm de largo,  con brácteas óvaladas, agudas, de color amarillo pálido con rayas púrpura  que es 1/2 a 2/3 de los ovarios y que puede transportar hasta 5 flores.

## Distribución y hábitat
Se encuentran en Nueva Guinea desde el nivel del mar hasta los 1700 metros.

## Taxonomía
Paphiopedilum glanduliferum fue descrita por (Blume) Stein y publicado en Orchideenbuch 468 (1892).
Etimología
El nombre del género viene de « Cypris», Venus, y de "pedilon" = "zapato" ó "zapatilla" en referencia a su labelo inflado en forma de zapatilla.
glanduliferum; epíteto latino que significa "que lleva glándulas".
Sinonimia
- Cordula glandulifera (Blume) Rolfe 1912
- Cypripedium gardineri Guillemard 1886;
- Cypripedium glanduliferum Blume 1848
- Cypripedium glanduliferum Veitch 1849
- Paphiopedilum gardineri (Guillemard) Pfitzer 1894
- Paphiopedilum glanduliferum var. gardineri (Guillemard) Braem 1988;
- Paphiopedilum glandiferum var gardinieri sensu Braem 1988
- Paphiopedilum glanduliferum var. kimballianum (Linden & Rodigas) Fowlie 1991[4][5][1]